# Stepan Juryk
Stepan Juryk (ur. 1868, zm. 1937) – ukraiński działacz społeczny i polityk, ksiądz greckokatolicki.
Proboszcz w Złoczowie, szambelan papieski. W latach 1918–1919 członek Ukraińskiej Rady Narodowej ZURL, reprezentujący miasto Złoczów. Działacz Ukraińskiej Partii Narodowo-Demokratycznej, a następnie Ukraińskiego Zjednoczenia Narodowo-Demokratycznego.
W czasie I wojny światowej aresztowany przez władze rosyjskie, był internowany w Wołogdzie, w marcu 1920 aresztowany przez polskie władze, był więziony w więzieniu w Złoczowie.